# Шамшурина, Анна Григорьевна
Анна Григорьевна Шамшурина (27 апреля 1985) — российская биатлонистка, призёр чемпионата России. Мастер спорта России.

## Биография
Представляла спортивный клуб Вооружённых Сил и город Ханты-Мансийск. Становилась неоднократной победительницей и призёром российских юниорских соревнований, в том числе чемпионкой России среди старших юниоров (до 21 года) в 2006 году в суперспринте и масс-старте.
На чемпионате мира среди юниоров 2004 года в От-Морьенне выступала в категории «до 19 лет», заняла 48-е место в спринте, а в пасьюте не стартовала. На юниорском чемпионате 2006 года среди 21-летних участвовала только в индивидуальной гонке, где финишировала 31-й. Также в сезоне 2005/06 принимала участие в гонках юниорского Кубка IBU.
На уровне взрослого чемпионата России становилась бронзовым призёром в 2005 году в гонке патрулей и серебряным призёром в 2006 году в этой же дисциплине.
Во второй половине 2000-х годов завершила спортивную карьеру.